# Galleria nazionale d'arte moderna e contemporanea
La Galleria Nazionale d'Arte Moderna e Contemporanea è un museo statale italiano con sede a Roma.
Custodisce la più completa collezione dedicata all'arte italiana e straniera dal XIX secolo a oggi. Tra dipinti, disegni, sculture e installazioni, le quasi 20.000 opere della raccolta sono espressione delle principali correnti artistiche degli ultimi due secoli, dal neoclassicismo all'impressionismo, dal divisionismo alle avanguardie storiche dei primi anni del Novecento, dal futurismo e surrealismo, al più cospicuo nucleo di opere di arte italiana tra gli anni ’20 e gli anni ’40, dal movimento di Novecento alla cosiddetta Scuola romana, per giungere all’ultimo cinquantennio del secolo scorso.
È di proprietà del Ministero per i beni e le attività culturali, che dal 2014 la ha annoverata tra gli istituti museali dotati di autonomia speciale.
La seguente descrizione è riferita all'allestimento delle sale precedenti al riordino del 2016 quando gli spazi sono stati completamente rinnovati e riallestiti.

## Storia della Galleria Nazionale

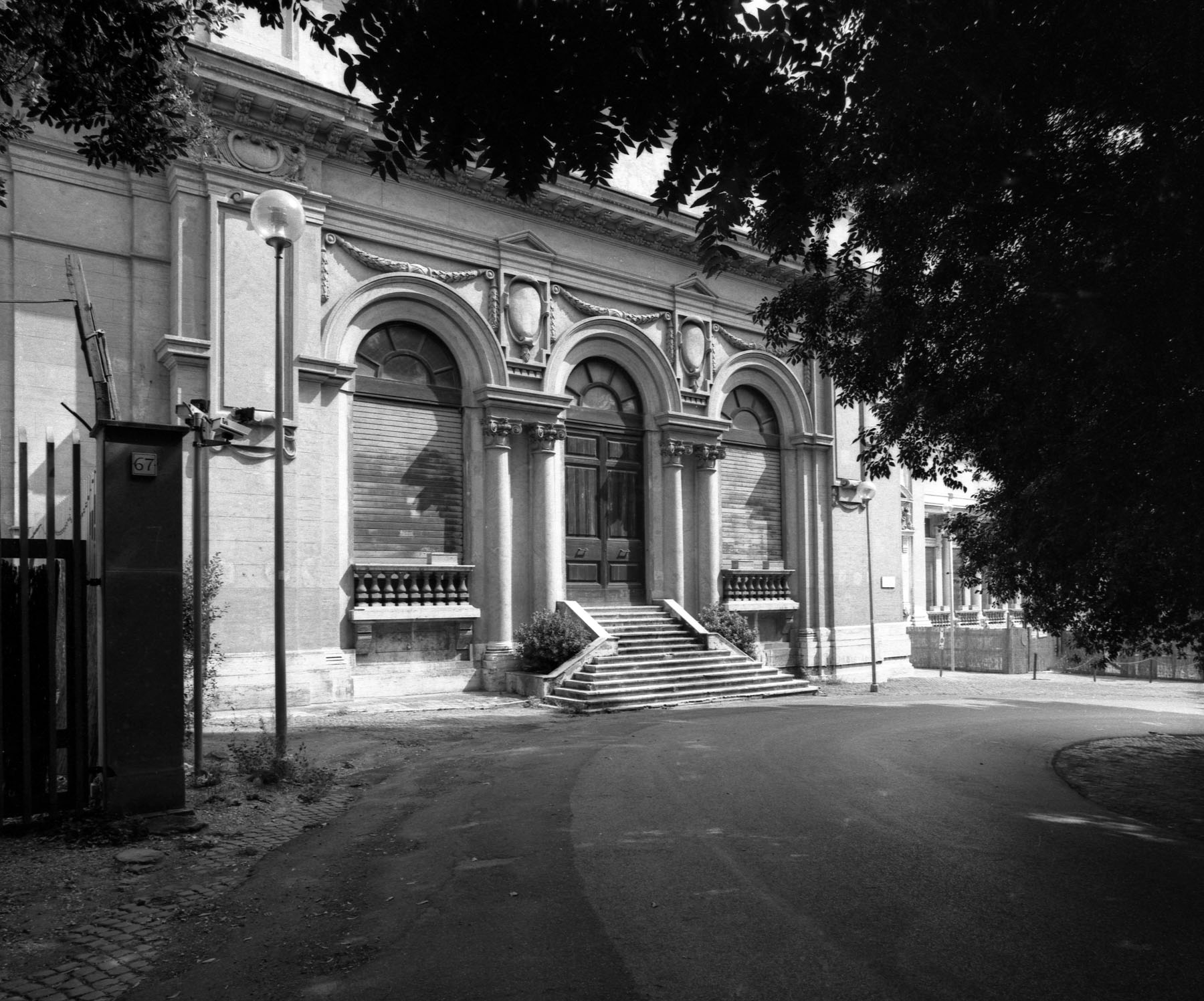
Ingresso laterale (1995)

La Galleria Nazionale nasce nel 1883, pochi anni dopo la costituzione dello Stato unitario italiano (Roma era diventata capitale d'Italia nel 1871), poiché si sentiva la necessità di un museo dedicato agli artisti contemporanei viventi o scomparsi da poco. La prima sede della Galleria fu il palazzo delle Esposizioni di via Nazionale, la cui istituzione si deve all'opera del ministro Guido Baccelli. Ben presto, però, questa sede si rivelò insufficiente ad accogliere quadri e sculture che nel tempo erano aumentati di numero. Vi era poi un altro inconveniente: ogni volta che si teneva una mostra temporanea, le opere esposte dovevano essere rimosse.
Così, nel 1911, si colse l'occasione dell'Esposizione nazionale celebrativa del cinquantenario dell'Unità d'Italia per costruire a Valle Giulia l'edificio attuale come sede stabile della Galleria. Il palazzo delle belle arti venne progettato dall'architetto e ingegnere romano Cesare Bazzani (autore, tra le altre cose, del Palazzo del Ministero della pubblica istruzione e dell'ospedale Fatebenefratelli).
Nel 1933 anche questo edificio divenne insufficiente ad accogliere tutte le opere che erano giunte in galleria per acquisto o per donazione. Sempre ad opera di Bazzani si progettò e si inaugurò in quell'anno un ampliamento che raddoppiò lo spazio espositivo. Queste nuove sale non entrarono in possesso della Galleria perché vennero occupate da una "Mostra della Rivoluzione fascista", che con tabelle, grafici, foto e opere artistiche voleva glorificare le principali conquiste del regime.
Nel 1941 divenne sovrintendente della Galleria Nazionale Palma Bucarelli, la quale mantenne l'incarico per oltre 30 anni fino al 1975. A lei si deve un'importante opera di svecchiamento della cultura italiana e di apertura verso le più moderne sperimentazioni internazionali. Ella si adoperò per dotare la Galleria di tutti quei servizi che oggi sono considerati indispensabili ad una struttura museale moderna: servizio didattico, biblioteca, caffetteria, libreria, presentazione di libri, incontri con gli artisti. Non mancarono incontri mondani come le sfilate di moda. In questa opera si avvalse di collaboratori di prim'ordine come Nello Ponente, Giovanni Carandente, Corrado Maltese, Maurizio Calvesi, Giorgio de Marchis.
Per salvare le opere d'arte dai pericoli della guerra in corso la sovrintendente le portò segretamente nel palazzo Farnese di Caprarola (in provincia di Viterbo, non lontano dal lago di Vico), quindi a Castel Sant'Angelo.
Dopo la liberazione di Roma (4 giugno 1944) si poté procedere alla riapertura della Galleria, pur tra mille difficoltà. Seguirono anni di grandi mostre che permisero agli italiani di conoscere artisti che il regime aveva cercato di nascondere. Nel 1953 si tenne una grande mostra su Picasso, nel 1956 su Mondrian, nel 1958 su Pollock, nel 1959 si ebbe l'esposizione del grande sacco di Burri che destò scandalo, nel 1971 con la mostra di Piero Manzoni la sovrintendente Palma Bucarelli rischiò il suo posto. In questa opera di innovazione culturale ebbe al suo fianco i critici e storici dell'arte Giulio Carlo Argan (Torino 1909 - Roma 1992) e Cesare Brandi (Siena 1906 - Vignano SI 1988).
Nel 1973 giunsero i finanziamenti statali per un ulteriore ampliamento della galleria, su progetto di Luigi Cosenza, la cui inaugurazione avvenne nel 1988.

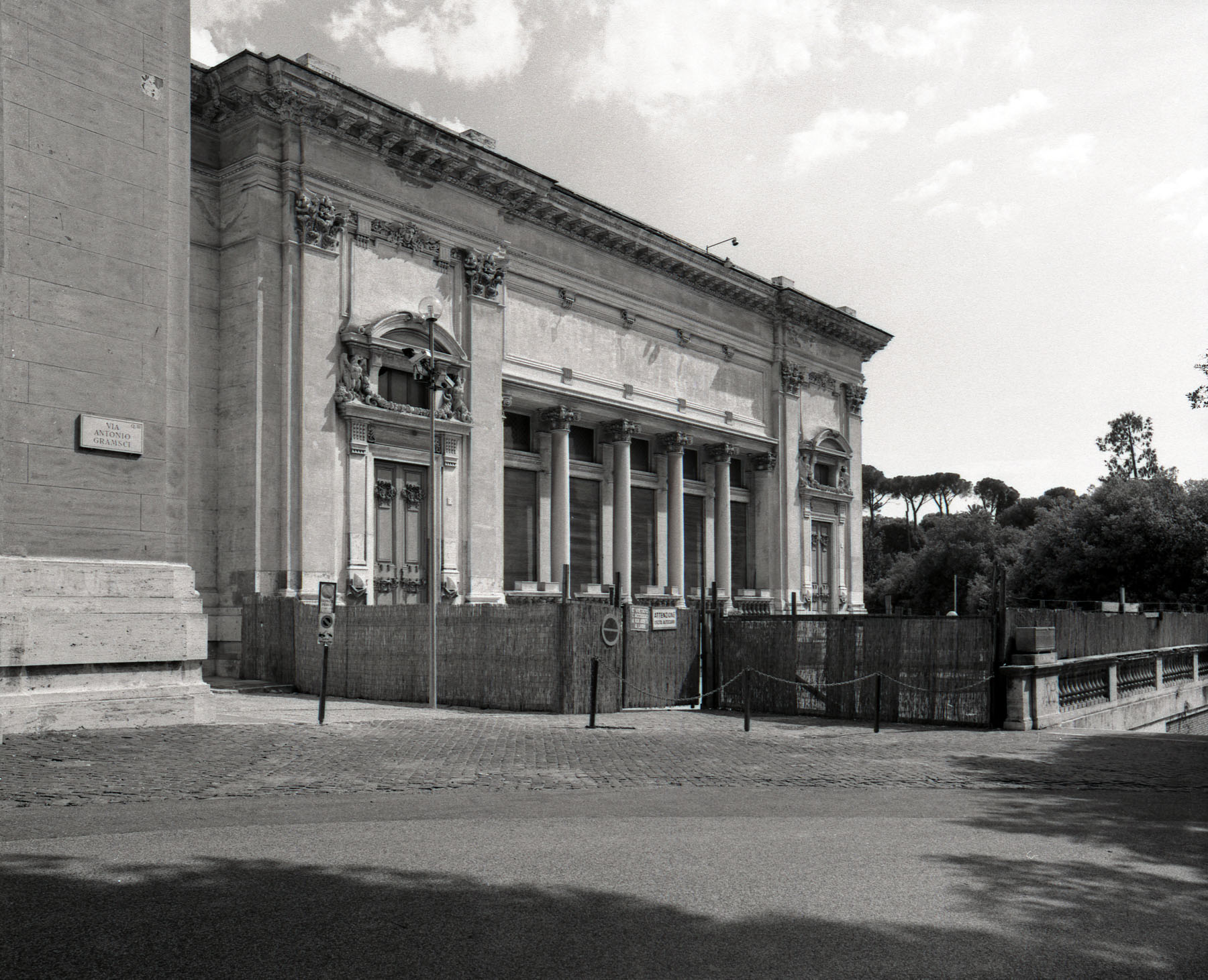
Lato via Gramsci (1995)

Nel 1975 con l'istituzione del Ministero per i Beni Culturali la Galleria acquisisce il titolo di Soprintendenza Speciale. Nello stesso anno il pensionamento della sovrintendente Palma Bucarelli segna una nuova fase, in cui il " museo d'avanguardia", da lei concepito e sviluppato, non mantiene allo stesso livello il ruolo di apertura verso l'arte contemporanea. Sotto la direzione di Italo Faldi, dal 1975 al 1978, la Galleria rafforza i compiti di conservazione e valorizzazione attraverso un programma articolato di mostre sull'arte italiana dell'Otto e Novecento e sull'arte europea e americana, in un quadro di collaborazione internazionale. Tra il 1978 e il 1982 il nuovo sovrintendente Giorgio de Marchis riprende le linee essenziali degli indirizzi della Bucarelli, calandole nella nuova situazione sociale e culturale della fine degli anni Settanta. La Galleria è nella sua concezione un museo dinamico al passo con i tempi, è insieme centro di studi, produttore di cultura e servizio pubblico. Come centro di studi il museo promuove, oltre alla conoscenza delle collezioni e all'attività delle mostre, anche l'uso delle strutture didattiche, informative e di documentazione (biblioteca, archivio, sala proiezioni, conferenze). In quanto museo di arte moderna è necessariamente un luogo di «sconfinamento» che accoglie e promuove attività culturali di varie discipline, dal teatro alla musica al cinema alla danza. Il programma delle mostre organizzate corrisponde a precise linee di studio dell'arte italiana e straniera del XIX e XX secolo, coerenti con le collezioni e la storia del museo. Nel momento in cui inizia a manifestarsi il fenomeno del consumo delle mostre di massa, de Marchis pone l'accento sull'attività espositiva museale come produzione culturale. Le numerose esposizioni organizzate in questo periodo riguardano contributi, spesso ancora oggi di notevole vitalità, sulla storia dell'arte del Novecento (De Chirico, Arte Astratta, Leoncillo), sulla
storia stessa del museo e delle collezioni, indagata nella prospettiva ampia della storia della cultura (Roma 1911), sulla situazione contemporanea( Arte e critica, 1980 e 1981), anche relativamente alla recente minimal art attraverso le sculture della collezione Panza di Biumo (1980).
Dagli anni Settanta si datano alcune importanti donazioni che per la loro vastità ebbero sede in edifici staccati dalla Galleria, in modo da formare una serie di musei satelliti. Nel 1979 si ebbe la donazione Manzù di Ardea che aprirà al pubblico nel 1981. Nel 1986 viene donata la collezione dell'anglista Mario Praz (aprirà nel 1995 nel palazzo Primoli in via Zanardelli). Nello stesso 1995 aprirà il museo Boncompagni Ludovisi per le arti decorative, la moda e il costume in via Boncompagni (la donazione del 1972 era stata ostacolata dagli eredi).
Tra il 1995 e il 1999 tutto l'edificio venne sottoposto a grandi lavori di restauro e si procedette al riordinamento delle collezioni. Questi lavori utilizzarono i fondi stanziati per il Giubileo del 2000, sotto l'egida della sovrintendente Sandra Pinto.
Nel 1997 la Galleria riceve la donazione Schwarz di arte surrealista e Dada, colmando così una sua importante lacuna.
Nel 1998 viene bandito il concorso per un nuovo centro per le arti contemporanee da realizzarsi nel quartiere Flaminio al posto della caserma Montello in Via Guido Reni, che viene vinto dall'architetta anglo-irachena Zaha Hadid. I lavori si concludono nel 2010 con l'inaugurazione del MAXXI - Museo nazionale delle arti del XXI secolo. Nonostante le intenzioni iniziali fossero quelle di concepire il nuovo museo come naturale continuazione della Galleria Nazionale d'Arte Moderna, le due istituzioni continuano ancora oggi la propria attività in parallelo.
Nel 1999 viene bandito un altro concorso, questa volta per l'ampliamento dell'edificio della Galleria a Valle Giulia. Il progetto vincitore è degli architetti Diener & Diener e prevede l'abbattimento dell'Ala Cosenza e la costruzione di un edificio completamente nuovo alle spalle della sede storica. Nel 2003 i lavori vengono sospesi a tempo indeterminato e non saranno più ripresi.
Dal 1º luglio 2004 è Maria Vittoria Marini Clarelli la sovrintendente della Galleria. Nel 2011 è stato realizzato un riallestimento e riordino delle opere della Galleria che hanno conferito una veste caratterizzata da un forte impatto visivo ed estetico grazie all'originale progetto dell'arch. Federico Lardera. Per completare i lavori, nel 2014 è stata acquistata ed installata nella hall d'ingresso al museo l'opera Filo rosso dell'artista Paola Grossi Gondi.
Nell'ottobre 2016 viene inaugurato il nuovo allestimento della Galleria, basato su un progetto originale che, riducendo il numero delle opere in esposizione, introduce la chiave di lettura non cronologica alla base dell'esposizione principale "Time is out of joint." Oltre al nuovo allestimento delle sale vengono ridefiniti la zona di accesso ai servizi, denominata "welcome area," la libreria e la Sala delle Colonne. Pur conservando la denominazione istituzionale di Galleria Nazionale d'Arte Moderna e Contemporanea, nella propria comunicazione il museo abbandona l'acronimo G.N.A.M. e adotta un nuovo nome: "La Galleria Nazionale" in quanto solo e unico museo nazionale di arte moderna e contemporanea in Italia. 

Opere di Medardo Rosso. Foto di Paolo Monti.
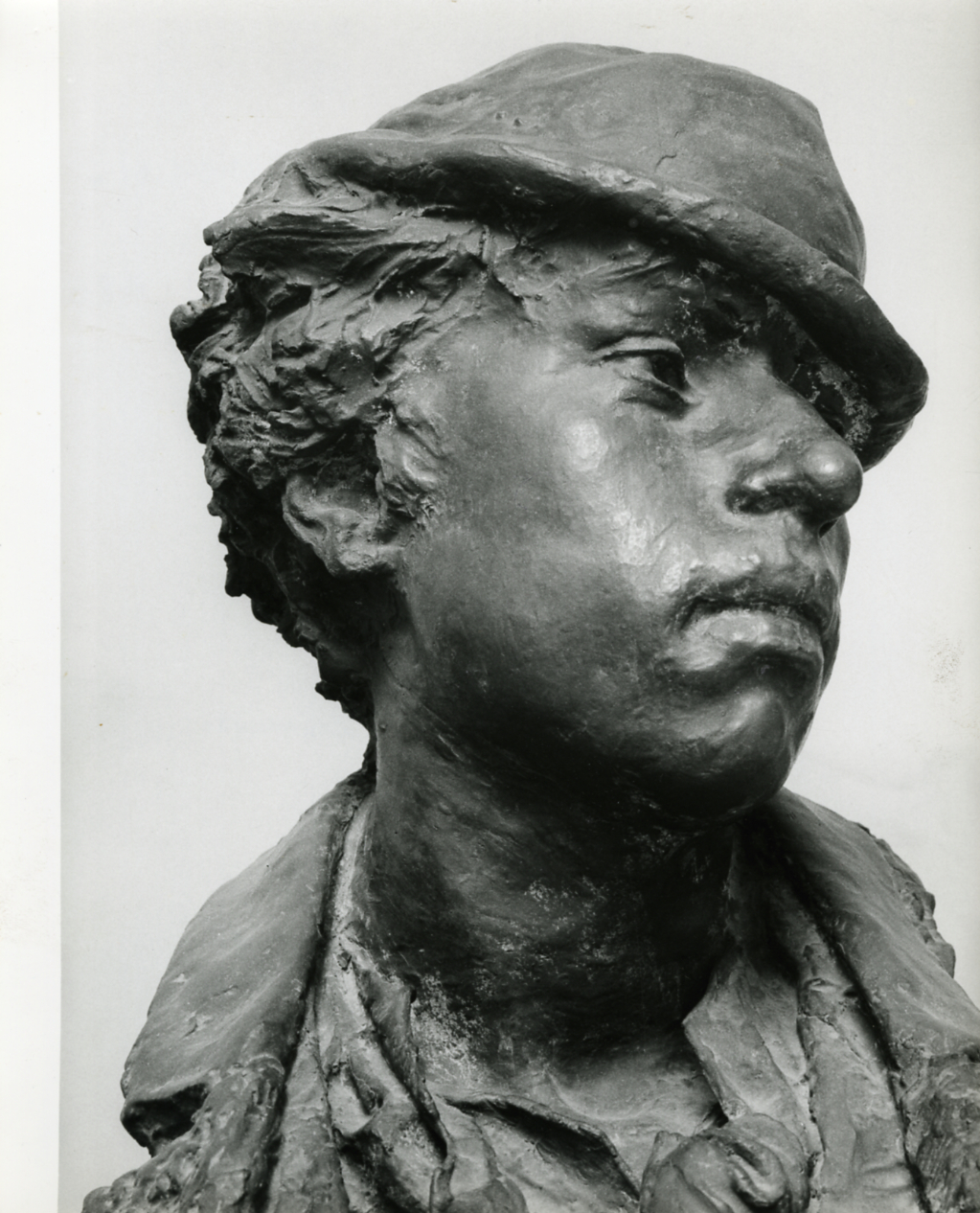
El Locch, 1881-1882
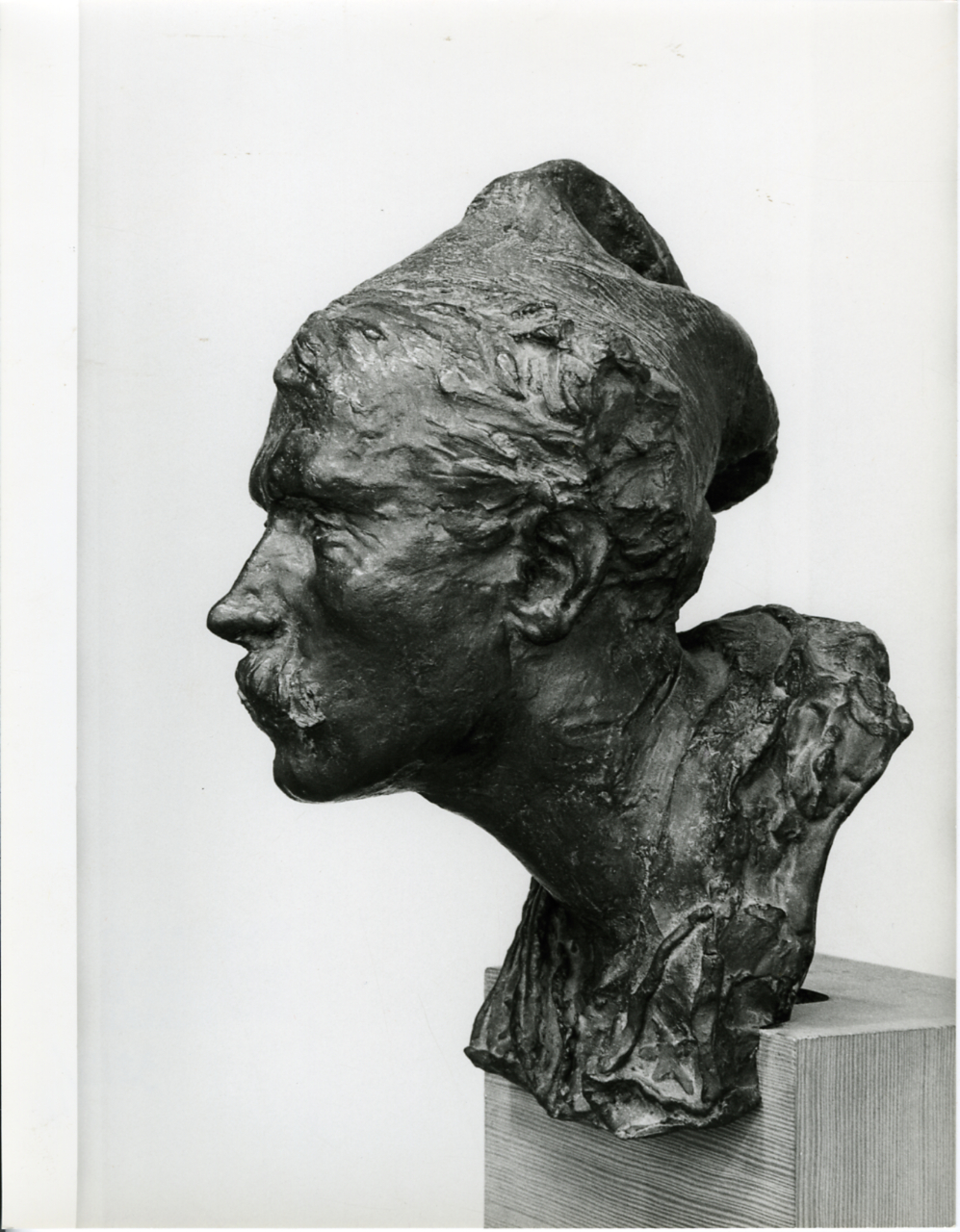
Il garibaldino o Il bersagliere
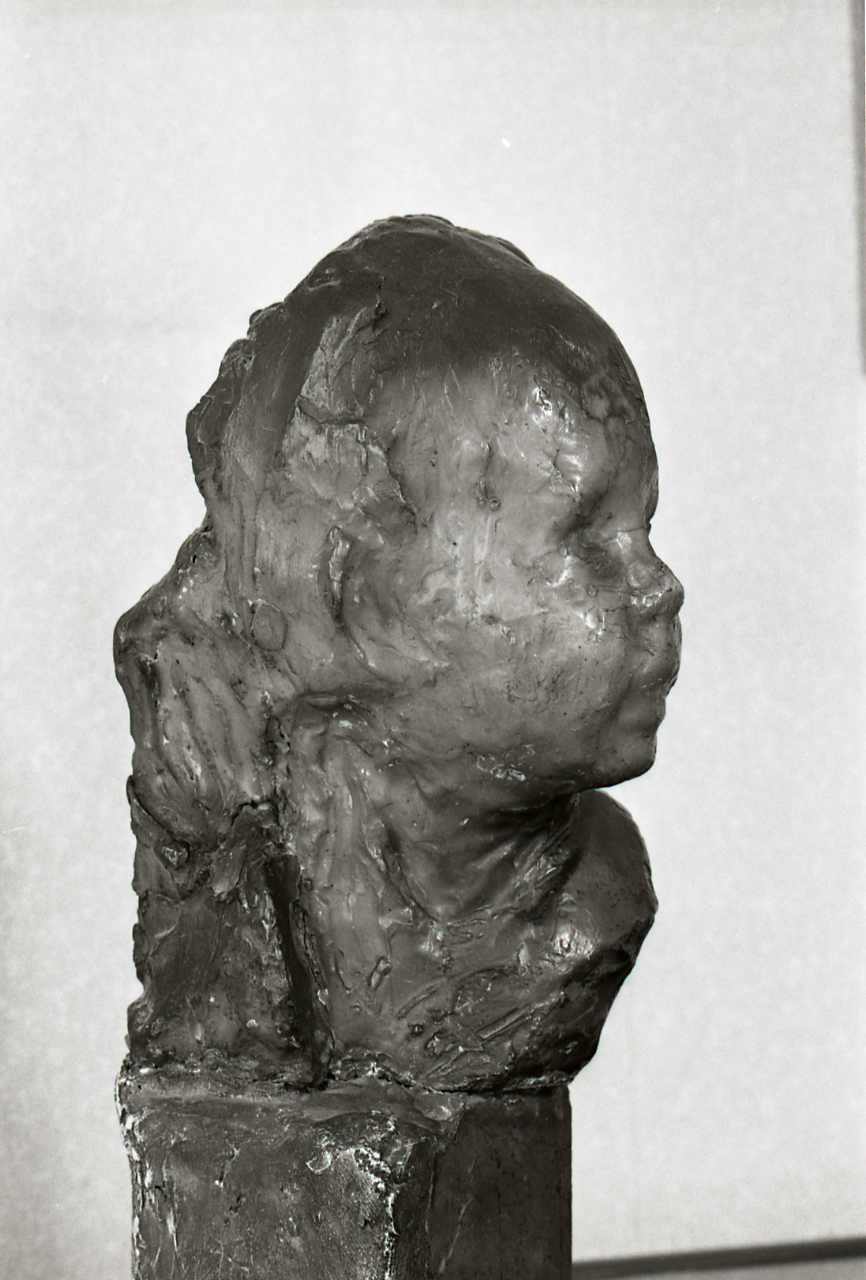
Il bambino ebreo, 1892

## Sale XIX secolo
La seguente descrizione è riferita all'allestimento delle sale precedenti al riordino del 2012. Nel 2016 gli spazi sono stati inoltre completamente riallestiti.

### Salone dell'Ercole (1)
Il salone è dedicato al periodo di passaggio tra neoclassicismo e romanticismo, tra la fine del Settecento e l'inizio dell'Ottocento.

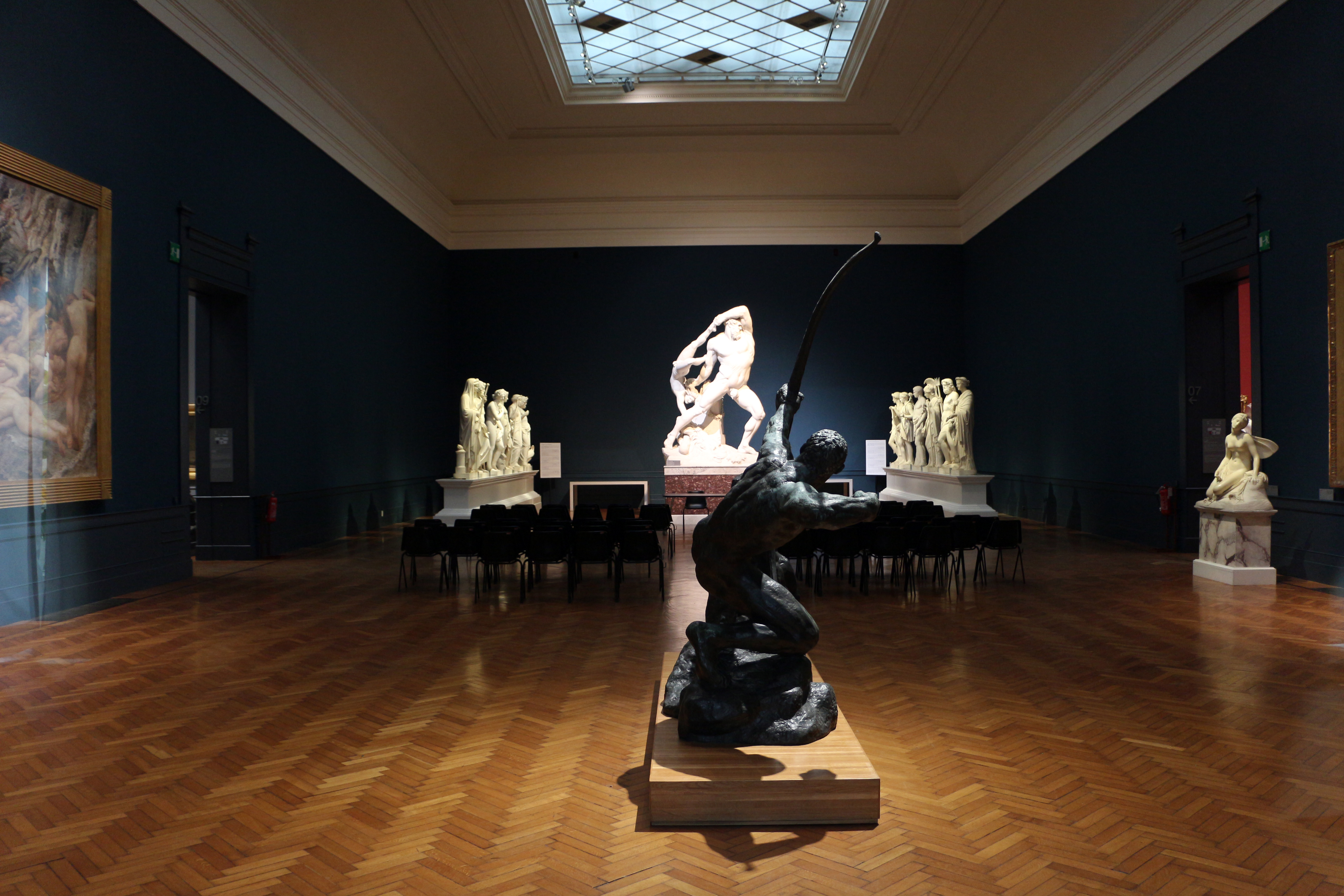
Sala di Canova

Nella sala è conservata la statua in marmo Ercole e Lica (1815) di Antonio Canova, accompagnata dalle statue delle dodici divinità dell'Olimpo che, come in origine, gli facevano ala nel demolito palazzo Torlonia a piazza Venezia. Fino ad alcuni anni fa la statua veniva movimentata ad orari prestabiliti. Nella sala sono presenti opere di Francesco Podesti, il pittore che aveva affrescato la sala di Palazzo Torlonia dal quale proviene la statua di Canova.
Alle pareti sono presenti opere pittoriche a soggetto storico e mitologico. Fra i vari quadri presenti nella sala consideriamo:
- Francesco Hayez: I vespri siciliani 1846.
- Federico Faruffini, La vergine al Nilo, 1865.
- Tranquillo Cremona, Marco Polo, 1863.

Si segnala inoltre la presenza di dipinti di Vincenzo Camuccini, di Bernardo Celentano e di sculture di Pelagio Palagi.

### Sala della Psiche (2)
La sala presenta il panorama composito ed internazionale di Roma nel primo Ottocento ("Internazionalismo Romano").
È così chiamata per la presenza, al centro di essa, della statua marmorea Psiche svenuta (1822) di Pietro Tenerani. Nella stessa sala, sempre di Pietro Tenerani: Ritratto della principessa Zenaide Wolkonsky, 1850 e Pellegrino Rossi. 
Sono inoltre presenti:
- Tommaso Minardi, La Madonna del Rosario, 1840.
- Tommaso Minardi, Omero cieco in casa del pastore Glauco, 1810.
- Andrea Appiani, Ritratto di Vincenzo Monti, 1809.
- Marianna Candidi Dionigi, Paesaggio (L'Aniene presso Tivoli), 1798.

### Sala della Saffo (3)
La sala è dedicata alla pittura toscana della prima parte dell'Ottocento, caratterizzata dalla presenza del movimento macchiaiolo.
Sono esposte le seguenti opere:
- Giovanni Dupré, Saffo abbandonata, 1857
- Silvestro Lega, La visita, 1868.
- Giovanni Fattori, Ritratto della prima moglie, 1865.
- Nino Costa, Donne che imbarcano legna nel porto di Anzio, 1852.
- Adriano Cecioni, Interno con figura, 1867.
- Vincenzo Cabianca, Studio di donna a Montemurlo, 1862.
- Giovanni Fattori, La battaglia di Magenta.
- Raffaello Sernesi, Cupolino alle Cascine.[5]
- Odoardo Borrani, Mugnone.
- Vincenzo Cabianca, Castiglioncello.
- Vincenzo Cabianca, Case a Lerici.

### Sala dello Jenner (4)
La sala è dedicata alla scuola settentrionale piemontese e lombardo-veneta.
Sono presenti nella sala:
- Giulio Monteverde, Edoardo Jenner, bronzo, 1873, da cui prende nome la sala.
- Domenico Induno, Bollettino di Villafranca, 1861.
- Tranquillo Cremona, I due cugini.
- Antonio Fontanesi, Una mattina d'ottobre.
- Antonio Fontanesi, Alla fonte, 1865.
- Antonio Fontanesi, Alla fontana, 1869.
- Giovanni Carnovali,Ritratto d'uomo in atto di scrivere, 1869.
- Giovanni Carnovali, Ritratto del padre del basso Marini, 1843.
- Vittorio Avondo, La valle del Pussino, 1874.
- Ippolito Caffi, Roma vista da monte Mario.

### Sala Morelli (5)
La sala è interamente dedicata a Domenico Morelli. Nel 1905 la Galleria acquistò tutto quanto era rimasto nello studio alla morte dell'autore, quadri, bozzetti, acquarelli e un gran numero di disegni. Negli anni in cui era sovrintendente Palma Bucarelli ben due sale erano dedicate al pittore.
- Domenico Morelli, Tasso legge la Gerusalemme Liberata a Eleonora d'Este, 1865. È il quadro principale della sala, lo si può vedere dal salone di Ercole[8]
- Domenico Morelli, Le tentazioni di Sant'Antonio, 1878.
- Domenico Morelli, Ritratto di Bernardo Celentano, 1859.
- Mario Rutelli, Ritratto di Domenico Morelli, c. 1884.

### Sala della Cleopatra (6)
Questa sala è dedicata agli artisti che sono nati, si sono formati e hanno operato a Napoli o nell'Italia Meridionale.
Sono esposti nella sala:
- Alfonso Balzico, Cleopatra, marmo, 1869, da cui prende nome la sala.
- Gioacchino Toma, Luisa Sanfelice in carcere, 1875.
- Gioacchino Toma, La guardia alla ruota dei trovatelli, 1887.
- Gioacchino Toma, Il viatico dell'orfana, 1877.
- Gioacchino Toma, Romanzo al convento, 1877.
- Michele Cammarano, Atrio di Santa Maria Maggiore, 1868.
- Michele Cammarano, Chiacchiere in piazza in Piscinula, 1865.
- Michele Cammarano, Caffè in piazza San Marco.
- Vincenzo Gemito, Bruto, 1871.
- Antonio Mancini, Carmiella, 1870.
- Antonio Mancini, Venditore di cerini, 1878.
- Antonio Mancini, Ritratto del barone Carlo Chiarandà, 1883.
- Antonio Mancini, Nello studio, 1875.
- Antonio Mancini, Il malatino, 1878.

### Sala Palizzi (7)
Anche questa sala come le due precedenti è dedicata alla pittura a Napoli e nell'Italia Meridionale. Nel 1892 la Galleria riceve la donazione di 300 quadri e studi di Filippo Palizzi. I quadri di Filippo Palizzi sono ordinati per argomenti: uomini a cavallo, soldati, scene di vita campestre, animali (anche esotici). 
Nella sala sono esposti:
- Giuseppe Palizzi, La foresta di Fontenbleau, 1874.
- Anton Sminck Pitloo, Castel dell'Ovo a Napoli, 1820.
- Eduardo Dalbono, La terrazza, 1867.
- Filippo Palizzi, Paesaggio dopo la pioggia, 1860.
- Filippo Palizzi, Viottolo con prete o Viottolo fra due muri, figura di prete in fondo (Cava).
- Filippo Palizzi, Studi di garibaldini e soldati, 1860.
- Giacinto Gigante, Marina di Sorrento, 1840.
- Giacinto Gigante, Mercato sul porto di Castellammare, 1859.
- Giacinto Gigante, Marina di Posillipo, 1828 -30.

## XIX secolo: 2º settore

### Sala del Giardiniere (8)
La sala è dedicata agli artisti impressionisti e a quei pittori, anche italiani, che si possono racchiudere con il nome di Scuola di Parigi.
Questa sala ospita i tre quadri al centro di un furto avvenuto in Galleria nel maggio 1998: la sera del 19 furono rubati "Il Giardiniere" e "L'Arlesiana" di Vincent van Gogh e "Le Cabanon de Jourdan" di Paul Cézanne.
Nella sala sono esposti:
- Vincent van Gogh, Il giardiniere, 1889.
- Vincent van Gogh, L'arlesienne, 1890.
- Paul Cézanne, Les cabanon de Jourdan, 1906.
- Claude Monet, Ninfee rosa, 1898.
- Gustave Courbet, Bracconieri nella neve, 1867.
- Giovanni Boldini, Giuseppe Verdi, 1886.
- Vittorio Matteo Corcos, Sogni, 1896.
- Giuseppe De Nittis, Corse al Bois de Boulogne, 1881.
- Edgar Degas, Dopo il bagno, 1886.
- Giuseppe De Nittis, Donna sulla rena, 1875.
- Giuseppe De Nittis, La piccola inglese, 1880.

### Salone di Giordano Bruno (9)
Il salone apre la parte della galleria dedicata alla seconda parte dell'Ottocento, anzi alle opere realizzate dopo il 1883, anno di costituzione del museo.
Il salone comprende alcune tele dedicate ad alcune battaglie risorgimentali, mentre al centro è presente il calco della statua di Giordano Bruno di Ettore Ferrari.
Nella sala sono esposti:
- Ettore Ferrari, Giordano Bruno, 1886 - 88.
- Giovanni Fattori, Custoza, 1884.
- Michele Cammarano, San Martino, 1883.
- Michele Cammarano, Dogali.
- Adolfo Tommasi, Emigranti.
- Eleuterio Pagliano, Il corpo di Luciano Manara esposto in Santa Maria della Scala a Roma.[14][15]

### Sala della Madre (10)
La sala è dedicata ai toscani, nel periodo successivo a quello dei Macchiaioli. Prende il nome dalla statua posta al centro che è opera di un artista teorico del movimento appena citato.
Nella sala sono esposti:
- Adriano Cecioni, La madre, marmo.
- Adriano Cecioni, Una sorpresa per le scale, bronzo.
- Telemaco Signorini, Pioggia d'estate a Settignano, 1881-86.
- Telemaco Signorini, Ghetto di Firenze, 1882.
- Giovanni Fattori, Don Chisciotte e Sancio Panza, 1884.
- Egisto Ferroni, Torna il babbo, 1883.
- Arturo Viligiardi, La vita, 1895.

### Sala del Voto (11)
La sala prende il nome dalla grande tela di Francesco Paolo Michetti, intitolata Il voto (1883). Quando nel 1915 le collezioni della Galleria furono trasportate nell'edificio di viale delle Belle Arti, una commissione formata da Michetti, Bistolfi e Ojetti, ne fece l'ordinamento per regioni.
Nella sala sono esposti:
- Federico Cortesi, Ruderi di un mondo che fu, 189.
- Achille Vertunni, Campagna di Salerno, 1885.
- Costantino Barbella, La partenza del coscritto, 1882, terracotta.
- Costantino Barbella, Il ritorno, 1882, terracotta.
- Antonio Mancini, Ritratto della signora Pantaloni, 1894.
- Antonio Mancini, Otto Eugenio Messinger, 1882.

### Sala dei Veneti (12)
La sala è così chiamata perché dedicata ai pittori veneti che risentono della tradizione della scuola veneta, tra cui Giacomo Favretto.
Nella sala sono esposti:
- Giacomo Favretto, Dopo il bagno, 1884.
- Giacomo Favretto, Al liston, 1884.
- Giacomo Favretto, In attesa degli sposi, 1883.
- Angelo Dall'Oca Bianca, Colto in flagrante, 1884.
- Mario de Maria, Effetto di luna, 1890.
- Pietro Fragiacomo, Paesaggio lagunare, 1885.
- Pietro Fragiacomo, Riposo, 1892.

### Sala della Stanga (13)
La sala è dedicata ai pittori italiani del Nord nel periodo relativo alla fine dell'Ottocento. La sala prende il nome dall'opera più grande posta al centro della stessa, Alla stanga (1886) di Giovanni Segantini.
Nella sala sono esposti:
- Lorenzo Delleani, Alto Biellese, 1886.
- Lorenzo Delleani, Ombre secolari.
- Lorenzo Delleani, Beccaio con vitello.
- Andrea Tavernier, Ultime gocce, 1898.

### Sala Previati (14)
La sala è dedicata all'esponente del divisionismo Gaetano Previati, di cui è presente un autoritratto.
Nella sala sono esposti:
- Gaetano Previati, La caduta degli angeli, 1913. Al termine dei lavori di restauro per il 2000, il quadro venne rimontato male, uno dei tre pannelli era messo al contrario. Se ne accorse una scolaresca in visita alla Galleria.
- Gaetano Previati, La creazione della luce, 1913.
- Giuseppe Pellizza da Volpedo, Il sole, 1904. Nel 2004 il quadro è stato prestato al museo d'Orsay a Parigi per aprire la mostra sull'astrattismo.
- Angelo Morbelli, Il viatico, 1884.

### Veranda Sartorio (15)
La sala era originariamente una veranda aperta sul giardino che affaccia su via Aldrovandi, successivamente si decise di chiuderla con ampie vetrate per aumentare lo spazio espositivo. Nella veranda Sartorio sono esposte opere simboliste su tela di scuola romana di fine secolo con Sartorio, De Carolis, Nino Costa e altri.

### Vestibolo di Eva (15)
Anche in questa sala, come nella veranda Sartorio, sono collocati i pannelli di Paolo Gaidano. La sala è dedicata alla scultura di fine Ottocento che non mostra particolare originalità od elementi di innovazione. Al centro della sala è collocata la scultura La vedova (1884) di Ernesto Bazzaro.
Sono esposti nella sala le sculture:
- Adalberto Cencetti, Ignara mali, 1893.
- Antonio Allegretti, Eva dopo il peccato, 1881.

Sono inoltre presenti alcune tele:
- Mario de Maria, La luna sulle tavole dell'osteria, 1884.
- Vittorio Grassi, Chopin notturno I op. IX, 1905-07.

### Vestibolo della Rinascita (15)
Nel vestibolo trovano i pannelli di Paolo Gaidano di cui si è detto nella veranda Sartorio; al centro è presente la scultura in bronzo Rinascita (1895) di Ettore Ximenes.

## XX secolo: 1º settore
Questa sala, introduttiva del nuovo secolo, e le sale che seguono sono dedicate alla esposizione internazionale che si tenne a Roma nel 1911 in occasione del cinquantenario dell'unità d'Italia. In quell'occasione, tra l'altro, venne costruito il palazzo delle Belle Arti come sede stabile della galleria
Al centro si trova la scultura L'età del bronzo (1886) di Auguste Rodin.
Sono inoltre esposte nella sala:
- Enrico Coleman, Centauri, 1895.
- Frederic Leighton, Atleta che lotta col pitone, 1877 circa, bronzo.
- Onorato Carlandi, Tramonto romano, 1892.

### Roma 1911 - L'anno del cinquantenario (sala 2)
Si tratta di una saletta ricavata da un soppalco, ci si arriva salendo le scale dalla sala precedente, raramente è aperta al pubblico.
Ancora dedicata all'Esposizione del 1911 ma riservata ad artisti stranieri. Si segnalano:
- Elisabeth Chaplin, Ritratto di mia sorella, 1913-14.
- Émile Claus, La rugiada, 1910 circa.
- Igor Emmanuilovic Grabar, Il the della mattina, 1904.
- Stanislav Julianovič Žukovskij, La finestra, 1910.
- Anders Leonard Zorn, Sulla porta del granaio, 1910.

### Roma 1911 - L'anno del cinquantenario (sala 3)
Ancora una sala dedicata all'Esposizione del 1911, sembra prevalere il tema del lavoro, accanto ad artisti stranieri due opere del romano Ferruccio Ferrazzi, Il focolare (1910) e Genitrice (1912).

### Divisionisti del Novecento (sala 4)
Il corridoio che affaccia sulla sala Balla è dedicato ai divisionisti del primo decennio del Novecento, come Boccioni, Russolo e Cominetti. Sono inoltre esposti due quadri Enrico Lionne, intitolati Fuori porta San Giovanni (1911) e I grassi e i magri (1899).

### Armando Spadini (sala 5)
La saletta è dedicata al pittore Armando Spadini e ad altri che riportano nella loro pittura echi post impressionisti.
Nella sala sono esposti:
- Camillo Innocenti, In ritardo, 1910 circa.
- Plinio Nomellini, La sorella minore, 1911.
- Armando Spadini, Nello studio, 1909.

### Roma 1911, Klimt e il clima della secessione (sala 6)
La sala è dedicata al dipinto di Gustav Klimt, Le tre età della donna (1905), acquistato all'Esposizione di Roma del 1911 dopo pressioni di vario tipo al direttore della Galleria Ugo Fleres che non voleva acquistarlo.

### Balla: gli esordi e l'esperienza divisionista (sala 7)
I quadri di Balla presenti in Galleria sono frutto della donazione delle figlie dell'artista (1984), salvo alcune eccezioni. In questa sala troviamo il Balla divisionista.
Nella sala sono esposti:
- Giacomo Balla, Villa Borghese, Parco dei Daini, 1910. Ha una cornice storica, non quella progettata da Balla. È stato acquistato dalla Galleria nel 1962.
- Giacomo Balla, La pazza, 1905.
- Giacomo Balla, Ritratto all'aperto, 1902.
- Duilio Cambellotti, I bufali, 1910.
- Felice Carena, Ritratto di Giovanni Cena, 1909 circa.

### La ritrattistica Bella Epoque (sala 8)
Nella sala sono presentate opere di ritrattistica mondana del primo decennio del secolo:
- Giovanni Boldini, Ritratto di M.lle Lanthelme, 1907.
- Giovanni Boldini, Ritratto della marchesa Casati, 1911-13.
- Paolo Troubetzkoy, Mia moglie, 1911.

### Il tempo delle avanguardie (sala 9)
Il salone è dedicato alle Avanguardie storiche che si affermano nei primi trent'anni del Novecento: Espressionismo, cubismo, futurismo, astrattismo, Dada, Metafisica e Surrealismo (collezione Arturo Schwarz).

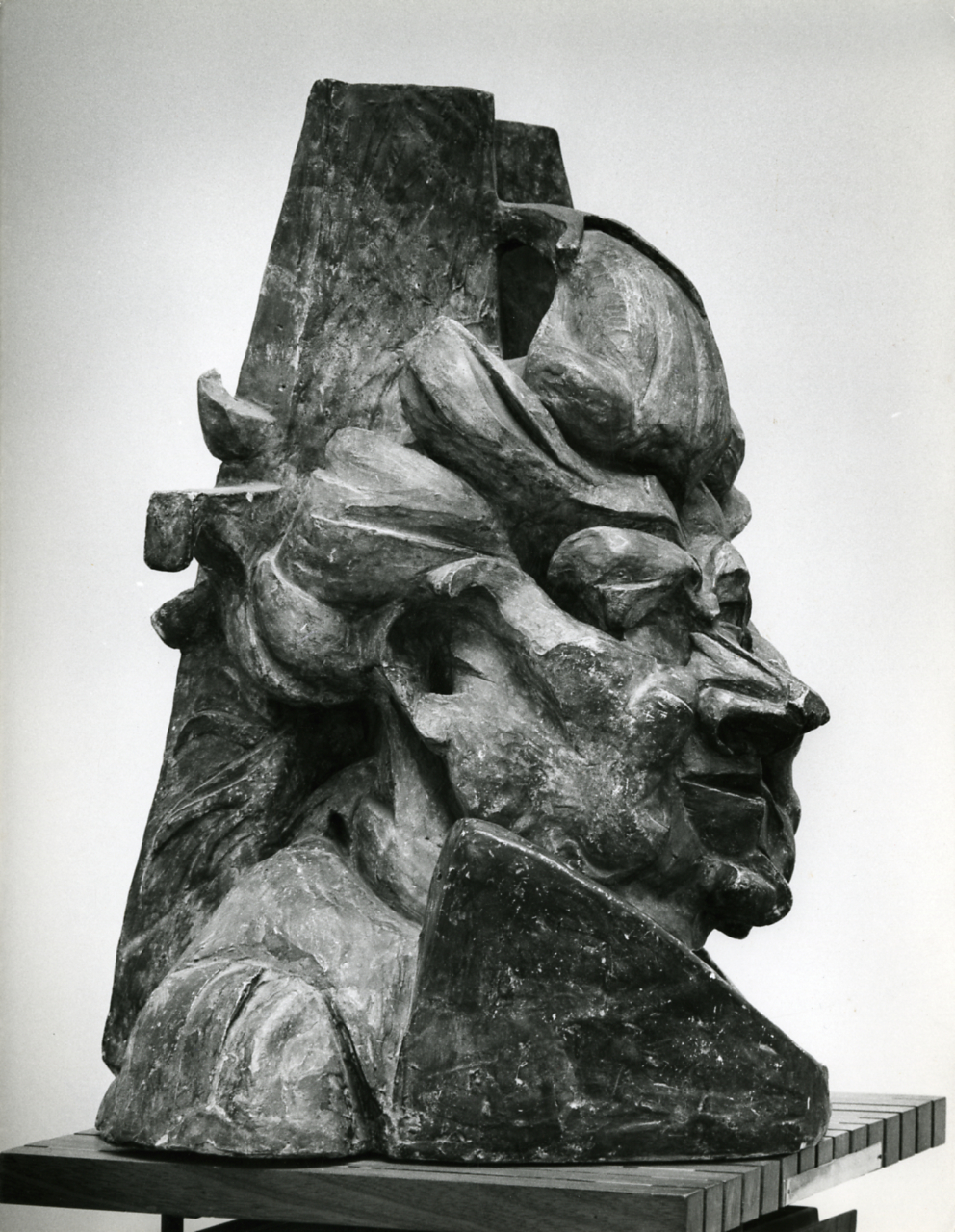
Umberto Boccioni, Antigrazioso (La madre), gesso patinato, 1912-1913. Foto di Paolo Monti, 1978.

Tra i quadri esposti nella sala si possono citare:
- Amedeo Modigliani, Nudo sdraiato, 1918-19.
- Amedeo Modigliani, Signora dal collaretto, 1917.
- Kees Van Dongen, La donna in bianco, 1913.
- Georges Braque, Natura morta con clarinetto, 1911.
- Umberto Boccioni, Cavallo + cavaliere + caseggiato, 1913-14.
- Giacomo Balla, Espansione dinamica + velocità, 1913.
- Alexander Archipenko, Camminando, 1912, bronzo.
- Piet Mondrian, Grande composizione A con nero, rosso, giallo e blu, 1920.
- Giorgio Morandi, Natura morta, 1918.
- Carlo Carrà, Ovale delle apparizioni, 1918.
- Vasilij Vasil'evič Kandinskij, Linea angolare, 1930.
- László Moholy-Nagy, Croce gialla Q7, 1922.

### Collezione Schwarz - Opere Dada (sala 10)
Le opere presenti in questa sala e nella successiva sono frutto di una donazione privata del 1997 ed è dedicata al movimento dada Oltre a Marcel Duchamp sono esponenti del movimento Dada, come Man Ray, Francis Picabia e Hans Arp.
Tra le opere presenti nella sala si possono citare:
- Marcel Duchamp, Ruota di bicicletta, 1913-64.
- Marcel Duchamp, Scolabottiglie.
- Marcel Duchamp, Urinatoio.
- Marcel Duchamp, La boite en valise, 1936 - 41.

### Collezione Schwarz - Il surrealismo (sala 11)
La sala si trova nel soppalco realizzato al di sopra della sala precedente ed è dedicata al surrealismo.
Nella sala sono esposti:
- Joan Miró, Il compianto degli amanti, 1953.
- Max Ernst, Compendio di storia universale, 1953.
- Hans Arp, Coppa chimerica, 1947.
- Alberto Giacometti, Tete qui regarde, s.d., scultura.
- Man Ray, Venus, 1934, scultura.

### Il ritorno ai valori arcaici di un'Italia rurale (sala 12)
La sala è dedicata, come la seguente, a quegli artisti che, fra i due conflitti mondiali, aderirono al movimento artistico valori plastici, prima e Novecento poi.
Nella sala sono esposti:
- Carlo Carrà, Donna con cane, 1938.
- Mario Sironi, La famiglia del pastore, 1936.
- Arturo Martini, Il pastore, 1930-31, terracotta.
- Giorgio Morandi, Paesaggio con casa rustica, 1944.
- Giorgio Morandi, Paesaggio, 1943.
- Giorgio Morandi, Paese, 1936.

### Valori plastici, realismo magico, Novecento (sala 13)
Nella sala sono esposti:
- Virgilio Guidi, In tram, 1919-23.
- Francesco Trombadori, Natura morta, 1924.
- Antonio Donghi, Figura di donna, 1932.
- Felice Casorati, Ospedale, 1927.

### L'aria di Parigi (sala 14)
La sala è dedicata a Giorgio De Chirico e alla metafisica.
Nella sala sono esposti:
- Giorgio de Chirico, Angelica e Ruggero, 1946.
- Giorgio de Chirico, Autoritratto in costume nero, 1948.
- Giorgio de Chirico, Natura morta con pesci, 1931.
- Giorgio de Chirico, Autoritratto nello studio di Parigi, 1935.
- Giorgio de Chirico, Ettore e Andromaca, 1924.
- Giorgio de Chirico, La Gravida, 1923.
- Giorgio de Chirico, Gli archeologi, 1923.
- Filippo de Pisis, Natura morta (Settembre a Venezia), 1930.
- Filippo de Pisis, Lungosenna autunnale, 1934.
- Alberto Savinio, Creta, 1931-32.
- Gino Severini, Nudo, 1942.
- Giuseppe Oriani, Meriggio coloniale, 1936.
- Massimo Campigli, Madre e figlia, 1940.

### Le grandi correnti nazionali negli anni trenta (sala 15)
Il salone è dedicato agli artisti più rappresentativi degli anni Trenta riconducibili al movimento artistico Novecento. Si possono considerare gli artisti "ufficiali" del regime dell'epoca.
Sui lati corti del salone sono presenti due opere di grandi dimensioni testimonianza dell'arte che il fascismo richiedeva per la decorazione dei palazzi pubblici. Entrando nel salone dalla sala "Aria di Parigi" è visibile il quadro Polittico della rivoluzione fascista (1934) di Gerardo Dottori, mentre entrando nel salone dalla sala "Ritorno ai valori arcaici di una società rurale" è presente il cartone Il costruttore (1936) di Mario Sironi, realizzato per il mosaico per il Palazzo della Triennale di Milano, oggi Palazzo dei Giornali.
Sono inoltre presenti nella sala:
- Mario Sironi, Studio di nudo, 1926.
- Carlo Carrà, Cavalli, 1927.
- Massimo Campigli, Le spose dei marinai, 1934.
- Gino Rossi, Fanciulla che legge, 1922.
- Arturo Martini, Uomo che beve, 1934-35 circa, in peperino.
- Arturo Martini, Athena, 1934, bronzo.
- Enrico Prampolini, Dinamica azione, 1939.
- Enrico Prampolini, L'automa quotidiano, 1930.
- Benedetta Marinetti, Aeropittura di un incontro.
- Giorgio Morandi, Natura morta, 1946.
- Giuseppe Capogrossi, Il temporale, 1933.
- Alberto Ziveri, La rissa, 1938.
- Fausto Pirandello, La pioggia d'oro, 1933.
- Scipione, Piazza Navona, 1930.
- Mario Mafai, Demolizione dei Borghi, 1939.

Il corridoio centrale del salone è denominato "Il ritiro dei poeti e dei pittori" e presenta:
- Pericle Fazzini, Ritratto di Ungaretti, 1936, legno.
- Pericle Fazzini, Sibilla Aleramo, 1938-39, bronzo.
- Francesco Messina, Ritratto di Riccardo Bacchelli, 1935-36, bronzo.
- Marino Mazzacurati, Ritratto di Vasco Pratolini, 1941, bronzo.
- Renato Guttuso, Ritratto di Eugenio Montale, 1938.

### Guttuso, Manzù e l'arte da corrente al Neorealismo (sala 16)
La sala è dedicata al Neorealismo e presenta le seguenti opere:
- Renato Guttuso, La battaglia di Ponte Ammiraglio, 1952.
- Renato Guttuso, Deposizione con prelato, 1942.
- Renato Guttuso, Fucilazione in campagna, 1939.
- Renato Guttuso, Crocifissione, 1940-41.
- Renato Guttuso, Fuga dall'Etna, 1940.

### La guerra nella memoria postbellica - Corridoio e corte centrale (sala 17)
Nella sala sono esposti:
- Marino Mazzacurati, Il fucilato, 1954-55, bronzo.
- Aligi Sassu, La guerra civile (Piazzale Loreto), 1944.

FRONTE NUOVO, NEOREALISMO, POSTCUBISMO  SALA 18
La sala rappresenta le ricerche artistiche dell'immediato dopoguerra.
- Leoncillo, Bombardamento notturno, 1954.
- Antonio Corpora, Pesca grossa, 1949.
- Titina Maselli, Autostrada di notte, 1951.

EVOLUZIONE E APPRODI DELL'ARTE ASTRATTA SALA 19
Anche questa sala è dedicata alle molteplici voci artistiche del dopoguerra italiano, con prevalenza di artisti operanti a Roma.
- Concetto Maugeri, Via Margutta, trittico, 1951.
- Pietro Consagra, Monumento al partigiano, 1947, ferro verniciato.
- Afro, Natura morta, 1948, tempera su compensato.
- Mirko, Chimera, 1954, bronzo.
- Piero Dorazio, Rilievo relativo ai tempi di percezione, 1950.
- Achille Perilli, E dietro infiniti spazi, 1951.
- Antonio Sanfilippo, Paesaggio, 1949.
- Carla Accardi, Composizione, 1950, acrilico su tela.

SCULTURA NON FIGURATIVA NEGLI ANNI CINQUANTA E SESSANTA SALA 20 (temporaneamente chiusa)
- Pietro Consagra, Forma 1, 1947-73, bronzo.
- Henry Moore, Figura distesa (forma esterna), 1954, bronzo.

### XX secolo: 2º settore
Questo settore della Galleria espone opere d'arte prodotte da artisti italiani e stranieri dopo la seconda guerra mondiale fino agli anni Settanta. La prosecuzione naturale della Gnam sarà il costituendo MAXXI: Museo dell'Arte del XXI secolo, che sorgerà nelle ex caserme di via Guido Reni nel quartiere Flaminio di Roma.
L'attuale sistemazione delle opere nelle sale risale a giugno 2005.
SALA SEGNO GESTO MATERIA:
CONFRONTI INTERNAZIONALI.
Dopo la seconda guerra mondiale l'arte denuncia il mondo borghese per aver generato gli orrori del conflitto. Il dissenso si esprrime attraverso la dissoluzione della forma tradizionale, progettata, riconoscibile. Questa ARTE INFORMALE, si sviluppa tra gli anni Cinquanta e Sessanta in Europa, negli Stati Uniti e in Giappone con un linguaggio caratterizzato da velocità di esecuzione e improvvisazione. Esprime l'angoscia dell'artista.
Tre sono i principali indirizzi:
- LA PITTURA SEGNICA, una sorta di scrittura astratta (vedi più avanti Capogrossi e Cy Twombly).
- LA PITTURA GESTUALE, ossia l'azione dell'artista che aggredisce la tela con i suoi gesti (vedi in questa sala Pollock, più avanti Vedova).
- LA PITTURA MATERICA, che ingloba nel dipinto materiali eterogenei (vedi in questa sala Fautrier, più avanti Burri).
Questa sala offre subito una panoramica internazionale sull'arte dell'immediato dopoguerra.
- Jackson Pollock, Watery Paths, 1947. La lettura delle principali correnti artistiche può iniziare da questa opera di Pollock per il suo segno di rottura rispetto all'arte ante-guerra. Il quadro è stato donato da Peggy Guggenheim, celebre collezionista di arte contemporanea, mecenate di artisti, di origine americana ma residente a Venezia. Pollock fu il principale esponente dell'"ACTION PAINTING", letteralmente "pittura d'azione", chiamata anche Espressionismo astratto. Nasce negli Stati Uniti ed è parte della pittura gestuale, Pollock (1912-1956) usa la tecnica del dripping, cioè dello sgocciolamento del colore sulla tela che è stesa per terra per dare casualità compositiva alle opere.
- Jean Fautrier, Tempo d'estate, 1957.
- Alberto Giacometti, Grande donna, 1962. Statua in bronzo, accompagnata da un'altra opera dell'artista. In questo caso si può parlare di Surrealismo (vedi salone "Le avanguardie"), Sartre fu il suo esegeta.
- Hans Hartung, T 1956 - 19, 1956.

SALA FONTANA
Alla prima sala dedicata ad un'apertura internazionale si passa in questa che è dedicata ad un artista argentino di origini italiane che ha operato a lungo in Italia: Lucio Fontana (Rosario di Santa Fè 1899 - Varese 1968), celebri sono i suoi tagli sulle tele dove l'artista cerca la terza dimensione nel quadro. Ogni suo quadro è opera di improvvisazione, come un pezzo di jazz. Le opere in questa sala solo dovute alla donazione Teresita Fontana del 1991.
- Lucio Fontana, Concetto spaziale, 1949 E 1954.
- Lucio Fontana, Concetto spaziale - natura, 1959, terracotta.
- Lucio Fontana, Concetto spaziale - natura, 1960, bronzo.
- Lucio Fontana, Concetto spaziale - natura, 1960, bronzo.

### Sala Capogrossi
Per Maurizio Calvesi "Giuseppe Capogrossi fu insieme a Lucio Fontana i Coppi e i Bartali dell'arte italiana del dopoguerra" (da intervista a la Repubblica). Capogrossi (Roma 1900 - 1972) dopo gli studi e un soggiorno a Parigi negli anni 1928 - 1933, venne a contatto con Scipione e Mafai, fondò insieme a Cagli la cosiddetta Scuola Romana. Nel 1949 passò alla pittura astratta, partecipando con Burri (che vedremo nel salone successivo) al gruppo Origine e firmando il VI Manifesto Spazialista con Fontana, Crippa e Dova (1953). In questi anni eseguì la serie delle "Superfici" che troviamo in questa sala, composizioni in cui si dispongono, in una tessitura grafica variabile, segni costanti di elementare semplicità "E" detti forchettoni. I forchettoni possono essere filiformi, densi o macrosegni. Si tratta di: "Segni elementari belli come graffiti rupestri" Maria Vittoria Marini Clarelli in occasione di una conferenza in Galleria.

Palma Bucarelli in La Galleria Nazionale d'Arte Moderna, 1973 Istituto Poligrafico dello Stato, fa una bella similitudine con le opere architettoniche di Nervi e Morandi in cui il segno è anche elemento strutturante.
Tutte le opere presenti nella sala sono dovute alla donazione Cardazzo del 1968-76.
- Giuseppe Capogrossi, Superficie 512, 1963.
- Giuseppe Capogrossi, Superficie 290, 1958.
- Ettore Colla, Carro solare, 1967.
- Ettore Colla, Officina solare n.2, 1965. Citato in Argan, L'arte moderna 1770/1970, 1970 Sansoni. Ettore Colla (Parma 1896 - Roma 1968) dopo aver lavorato a Parigi negli studi di Laurens e Brancuși (1913-26), tornò in Italia e realizzò busti in geso e terracotta policroma sotto l'influsso di Arturo Martini. Negli anni Cinquanta fondò il gruppo Origine con Capogrossi, Burri e altri. Nel 1955 iniziò gli assemblaggi di ferri arrugginiti di recupero, assemblati in modo da formare inquietanti personaggi di una nuova mitologia. Gran parte delle opere presenti in questa sala sono state donate dalla vedova dell'artista. Nel giardino che fiancheggia la scalinata d'ingresso della Galleria, sulla destra, si trova una sua opera: "Grande spirale" realizzata in occasione della mostra Sculture in città e donata alla città di Spoleto nel 1962. Chiesta in prestito al comune in occasione di una mostra, non ha mai più fatto ritorno a Spoleto.

SALONE DELL'INFORMALE E DEL SUPERAMENTO DELL'INFORMALE
La parte bassa del salone, quella vicina alla sala di Fontana, è dedicata ad Alberto Burri (Città di Castello 1915 - Nizza 1995), un altro grande protagonista dell'arte informale italiana. Laureato in medicina, cominciò a dipingere nel 1944 mentre era prigioniero di guerra in Texas. Tornato in Italia e stabilitosi a Roma si dedicò completamente alla pittura. Si impose all'attenzione internazionale allorché i suoi sacchi sbrindellati cominciarono ad apparire in pubblico. È l'immagine di una realtà desolata e logorata dal tempo: si vedono cuciture, pezzature, tele e lembi ammuffiti che nascondono una ferita, uno strappo fisico e morale. Nel 1956 Burri passò dai sacchi, ai legni e alle plastiche bruciate. Dal 1981 esiste a Città di Castello un museo a lui dedicato, la "Fondazione palazzo Albizzini", dal 1989 tale istituzione si è estesa agli ex seccatoi del tabacco.
Questa parte del salone ricostruisce il percorso artistico di Burri dai primi gobbi e catrami, al "Grande sacco del 1952, ai legni, alle plastiche, ai ferri dei primi anni Sessanta, ai cellotex degli ultimi anni.
- Alberto Burri, Grande sacco, 1952. Opera citata in: Argan, L'arte moderna 1770/1970, Sansoni.
- Alberto Burri, Grande rosso P. n.18, 1964.
- Alberto Burri, Grande plastica o grande cellophane, 1964.

Dal soffitto pende l'opera di Alexander Calder, Mobile, 1958. Ferro e alluminio.
La parte alta del salone accoglie invece quegli artisti che hanno contribuito al superamento dell'Informale verso un'arte di tipo CONCETTUALE, particolare risalto è dedicato a PINO PASCALI. Tra gli artisti più rappresentativi citiamo:
- Pino Pascali, Primo piano labbra, 1965.
- Pino Pascali, Dinosauro riposa, 1966. La sua ricerca poetica è vicina a quella della Pop art, nata a Londra ma esperienza più significativa della cultura americana degli anni Sessanta. Il termine indica l'interesse per la realtà quotidiana ossessionata dalla pubblicità martellante e sovraccarica di prodotti che devono essere consumati. Gli artisti più rappresentativi sono Andy Warhol, Roy Lichtenstein e Claes Oldenburg. Per Calvesi la pop art è arte di reportage, scatto sulla realtà. Pino Pascali (Bari 1935 - Roma 1968) lavorò come grafico pubblicitario e scenografo per la televisione.
- Jannis Kounellis, Bianco, 1966.
- Jannis Kounellis, Z - 44, 1960 circa. Artista vivente, nato al Pireo in Grecia nel 1936, si è trasferito a Roma nel 1956 per frequentare l'Accademia di Belle Arti, la sua ricerca artistica lo ha accomunato all'arte povera. Questa è l'opera del suo debutto alla Galleria La Tartaruga, fa parte della serie degli Alfabeti, veniva cantata dall'artista stesso.
- Mimmo Rotella, Mitologia 3, 1962.
- Mimmo Rotella, Up tempo 3, 1957. È l'artista (Catanzaro 198 - Milano 2006) dei decollages, cioè dei manifesti pubblicitari lacerati a cui iniziò a lavorare dal 1954. Ha operato secondo modi neodadaisti, contribuendo nei primi anni Sessanta, allo sviluppo del Nouveau Rèalisme.
- Gastone Novelli, Poetry reading tour, 1961.
- Gastone Novelli, Il grande linguaggio, 1963. (Vienna 1925 - Milano 1968), dal 1958 la sua produzione si configurò come una sorta di pittura scrittura, anche per rapporti con il gruppo poetico Gruppo 63 e l'americano Cy Twombly.

Nel corridoio al centro del salone:
- Enrico Castellani, Superficie bianca, 1964.
- Piero Manzoni, Bianco, 1958.
- Yves Klein, International Klein blu, 1958.
- Francesco Lo Savio, Articolazione di superficie parasferica estroflessa, 1961.

### Sala Vedova Turcato Afro
Questa sala è dedicata a quegli artisti che alla fine degli anni Quaranta avevano preso posizione per l'astrattismo. Nel 1952 il critico Lionello Venturi, che li aveva tenuti a battesimo, scrive "Otto pittori italiani" fra i quali Vedova, Turcato e Afro.
- Emilio Vedova, Plurimo n.1. Le mani addosso, 1962.
- Giulio Turcato, Ricordo di New York, 1963.
- Afro, Viale delle Acacie, 1967.

SALA ROMA ANNI SESSANTA
Roma negli anni Sessanta è motore dell'arte nazionale, anche la presenza del cinema è da stimolo a questa fioritura artistica.
- Mario Schifano, Incidente D 662, 1963.
- Mario Schifano, Paesaggio versione anemica con smalto e anima, 1965.
- Mario Ceroli, L'ultima cena, 1965.
- Franco Angeli, Half dollar, 1965-67.
- Franco Angeli, Natale di Roma, 1964.

SALA DOSSIER
Qui vengono ospitare le esposizioni temporanee della Galleria.

## Collegamenti
| È raggiungibile dalla fermata Galleria Arte Moderna | del tram 3 |

| È raggiungibile dalla fermata Galleria Arte Moderna | del tram 19 |